# Eochaid Faebar Glas
Eochaid Faebar Glas fue, según la leyenda irlandesa medieval y la tradición histórica, un alto rey de Irlanda. Su padre fue Conmáel.

## Historia
Según el Lebor Gabála Érenn, el libro de Geoffrey Keating Foras Feasa ar Éirinn y los Annals of the Four Masters, llegó al poder tras matar al alto rey, Cermna Finn, en batalla en Dún Cermna (Downmacpatrick in Kinsale, County Cork), y el hermano de Cermna y rey conjunto Sobairce fue matado por Eochaid Menn de los Fomorianos (otra versión del Lebor Gabála dice que llegó al poder al final de un interregno de siete años que siguió a la muerte de Tigernmas).
Mató a Smirgoll, nieto de Tigernmas, en la batalla de Druimm Liatháin. Gobernó durante veinte años, hasta que Fiacha Labrainne, el hijo de Smirgoll lo mató en la batalla de Carman.

## Datación
El Lebor Gabála sincroniza su reinado con el de Piritiades en Asiria, la cronología de Keating data su reinado de 1115 a 1095 A.C., y los Annals of the Four Masters de 1493 a 1473 A.C.